# TalCual
TalCual (Tel Quel, en français) est un journal vénézuélien d'opposition social-démocrate créé en 2000 et dirigé par Teodoro Petkoff.
Quotidien jusqu'en 2015, le journal s'oppose au président Hugo Chávez, puis à son successeur Nicolás Maduro.
Le journal entend représenter une opposition radicale au gouvernement, décrivant les discours de Hugo Chávez comme  un « vomi nauséeux » ou comparant le président vénézuélien à Alberto Fujimori, Idi Amin Dada, Benito Mussolini ou encore Adolf Hitler.
Le 27 février 2015, Petkoff quitte le journal, fatigué après sept procès contre le journal, sauvé par une souscription populaire. Avec une rédaction réduite, TalCual devient alors hebdomadaire pour l’édition imprimée tout en alimentant un site web.